# Casa Matha

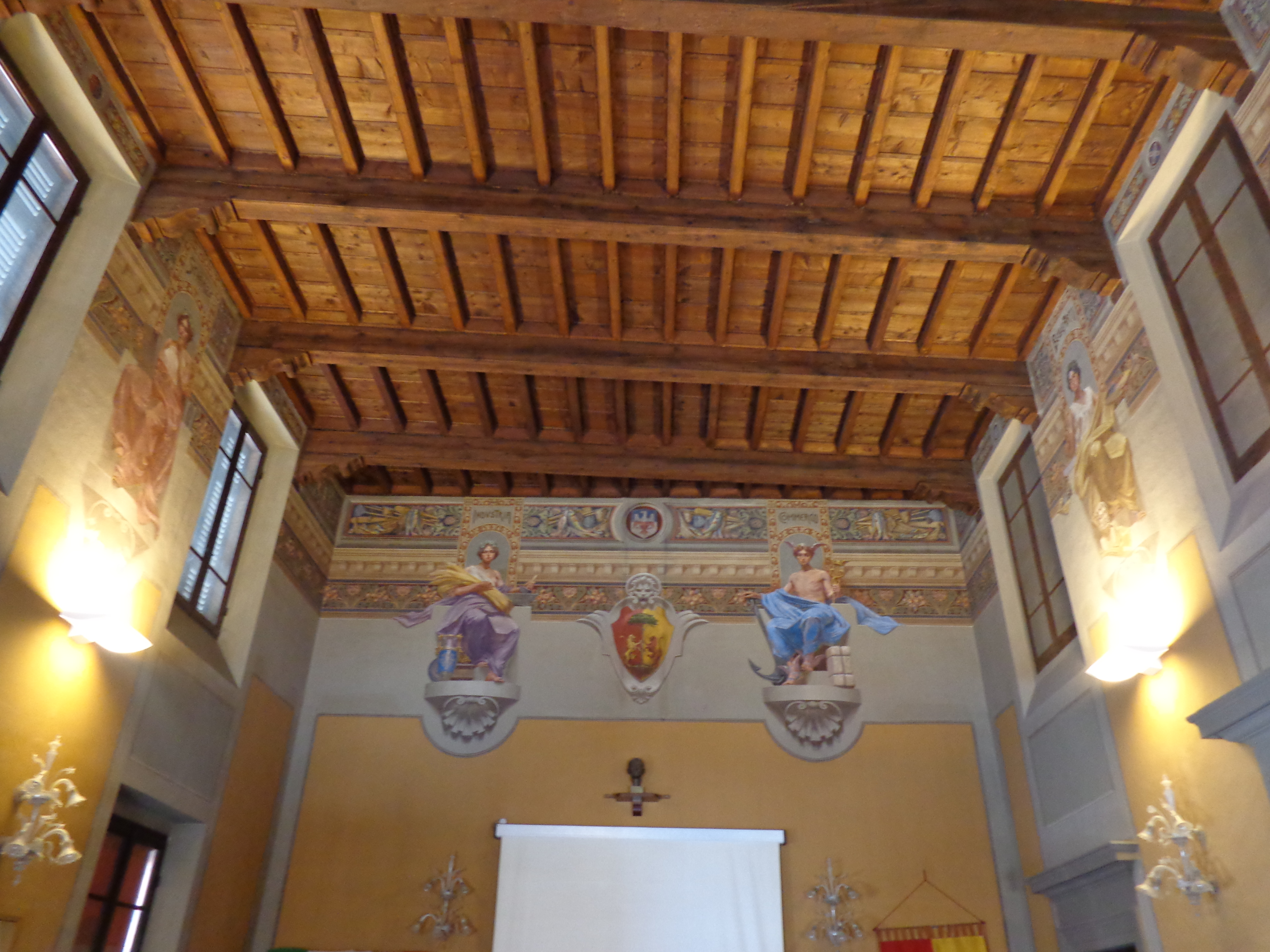
Una delle sale della sede della Casa Matha

La Casa Matha è una delle associazioni più antiche del mondo, una corporazione di pescatori nonché istituzione culturale, di Ravenna.

## Storia

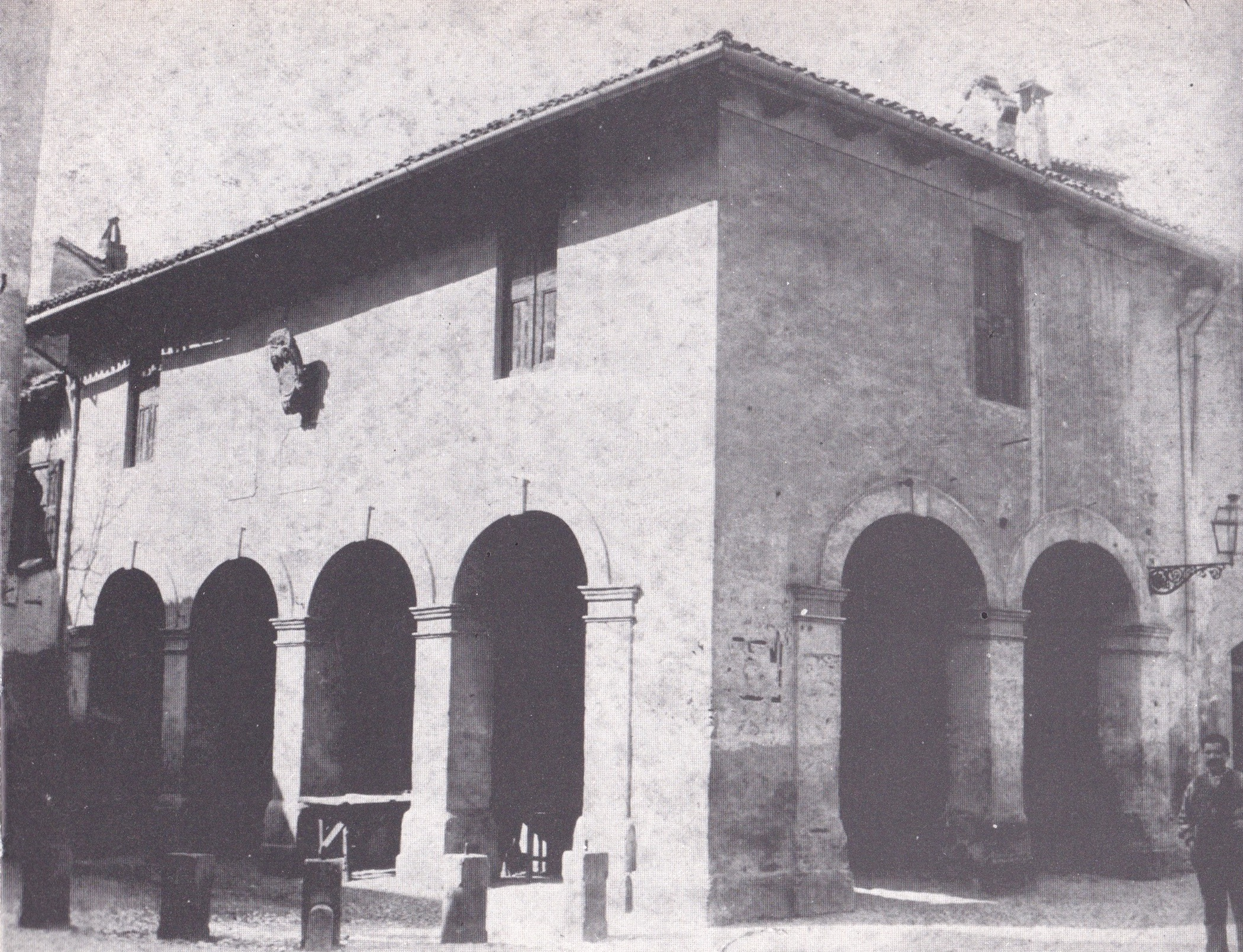
La vecchia sede della «Schola piscatoria», che fu demolita nel 1893 per ricavare lo spazio su cui aprire l'attuale piazza Andrea Costa.

La «Società di pescatori del Badoreno», o Schola piscatorum Patoreno, riuniva i pescatori e i pescivendoli che svolgevano la loro attività nel Badoreno, affluente di destra del Po che sfociava in mare ad oriente delle mura. Inizialmente aveva in enfiteusi il solo diritto di pesca, poi acquistò valli, boschi, arativi per circa 36 mila tornature nella valle Padusa.
Si hanno testimonianze scritte a partire dalla Charta piscatoria del 12 aprile 943, con la quale l'arcivescovo di Ravenna rinnovò l'enfiteusi sul diritto di pesca nel Badoreno.
Il nome Casa Matha apparve per la prima volta nello Statuto del Comune di Ravenna (cap. 327) nel XIII secolo (probabilmente 1268). Risale invece al 1304 lo statuto più antico dell'Ordine mai pervenuto ai giorni nostri, nonostante al suo interno ci siano riferimenti a statuti precedenti. Furono iscritti ad essa signori come i Traversari, i Baldi, i Da Polenta, i Rasponi, gli Spreti e i Lovatelli.
Nel 1989 nell'aula magna di Casa Matha è stato attivato il primo Corso di laurea dell'Università di Bologna nella sede decentrata di Ravenna.
Oggi l'Ordine ha l'obiettivo di essere un punto di riferimento per le attività di pesca e itticoltura della zona, oltre a promuovere iniziative in difesa dell'ambiente e per la salvaguardia della cultura locale.